# Rue de Gaillac
La rue de Gaillac est une voie de Toulouse, chef-lieu de la région Occitanie, dans le Midi de la France.

## Situation et accès

### Description
La rue de Gaillac est une voie publique. Elle se trouve dans le quartier de la Juncasse-Argoulets, dans le secteur 4 - Est.
Elle naît perpendiculairement au chemin des Argoulets, à seulement 86 mètres du carrefour de la route d'Agde. Longue de 250 mètres, elle est orientée à l'est. Dans la première partie, longue de 110 mètres et orientée d'ouest en est, elle donne naissance à la rue de Rabastens. Elle forme ensuite un rond-point, face à l'entrée du Lido, à partir duquel des cheminements piétons permettent de rejoindre la zone verte des Argoulets, le cheminement Simonne-Mathieu et, au-delà, le chemin du Verdon et le complexe sportif Alex-Jany. La dernière partie de la rue, orientée au nord, longe à l'ouest la station de métro Argoulets avant de se terminer en impasse.
La chaussée compte une voie de circulation à double-sens. Elle est définie comme une zone 30 et la vitesse y est limitée à 30 km/h. Il n'existe pas de piste, ni de bande cyclable.

### Voies rencontrées
La rue de Gaillac rencontre les voies suivantes, dans l'ordre des numéros croissants (« g » indique que la rue se situe à gauche, « d » à droite) :
1. Chemin des Argoulets
2. Rue de Rabastens (d)
3. Cheminement Simonne-Mathieu - accès piéton
4. Chemin du Verdon - accès piéton

### Transports
La rue de Gaillac aboutit à la station Argoulets, sur la ligne de métro . La gare de bus qui la jouxte est desservie par les lignes de bus 334376, auxquelles elle sert d'ailleurs de terminus. Elle est bordée par le parking des Argoulets, accessible par le chemin du Verdon, un des plus importants parkings-relais du nord-est toulousain, qui compte 1 037 places de stationnement. 
Il existe également une station de vélos en libre-service VélôToulouse le long de la rue de Gaillac : la station no 215 (face 8 rue de Gaillac).

## Odonymie
La rue porte le nom de la ville de Gaillac, dans le Tarn. Elle doit le choix de ce nom, effectué en 1956, à la relative proximité de la route d'Albi – l'ancienne route nationale 88 devenue routes métropolitaines 188 et 888 – qui traverse justement ces deux villes. Il est d'ailleurs remarquable qu'une rue voisine, la rue de Rabastens, porte le nom d'une troisième ville du Tarn, traversée elle aussi par la même route.

## Histoire
Au milieu du XXe siècle, le côté est du chemin des Argoulets n'est que très faiblement bâti et conserve un aspect profondément rural. Il s'y trouve quelques bâtiments agricoles (emplacement de l'actuel no 1 rue de Gaillac et no 88-90 chemin des Argoulets). Pour les desservir, un simple chemin donne accès aux champs et aux prés qui descendent en pente douce jusqu'aux rives de l'Hers. Le côté nord du chemin est, en particulier, dévolu au maraîchage (emplacement des actuels no 3 et 5). En 1956, le petit chemin entre officiellement dans le domaine public comme la rue de Gaillac. Il faut attendre 1964 cependant avant que les premiers travaux d'aménagement soient véritablement engagés autour des rues de Gaillac et de Rabastens. Les premières maisons sont construites entre 1964 et 1967 (actuels no 6, 8 et 10). Ces premières constructions sont complétées entre 1972 et 1973 par celle d'une dernière maison (actuel no 12) ainsi que d'un immeuble, à l'angle du chemin des Argoulets (actuels no 2-4).
En 1983, les premiers aménagements de la zone verte des Argoulets à l'emplacement des terrains agricoles de la vallée de l'Hers donne une nouvelle impulsion à la rue de Gaillac, qui est d'abord prolongée jusqu'aux terrains de tennis et au gymnase (actuel no 29 rue de Rabastens). Mais l'aménagement d'une zone de loisirs s'accompagne aussi de la disparition des dernières activités agricoles. En 1986, une vaste résidence est élevée sur le côté nord de la rue de Gaillac (actuels no 3-5), continuée plus tard à l'est jusqu'au chemin du Verdon. Entre 2001 et 2003, les travaux de prolongement de la ligne A du métro s'accompagnent de nouvelles transformations. Autour de la nouvelle station des Argoulets, un vaste parking est aménagé, pour partie sur la rue de Gaillac. En 2008, le Centre municipal des arts du cirque s'installe dans un nouveau lieu, un vaste chapiteau conçu par l'architecte Jean-Daniel Cotonnat et élevé à proximité de la station de métro (actuel no 14). Le complexe sportif Alex-Jany, qui comprend une patinoire et une piscine, est construit peu après entre 2009 et 2011, en remplacement de la piscine et de la patinoire de la Fraternité (emplacement de l'actuel no 38 avenue de l'Hers),. Enfin, en 2015, signe de la disparition des activités agricoles, la dernière ferme est démolie pour céder la place à la résidence Grand Angle, inaugurée en 2016 (actuel no 1).